# 五榜の掲示
五榜の掲示（ごぼうのけいじ）は、1868年4月7日（慶応4年3月15日）に、太政官（明治政府）が立てた五つの高札。明治政府が民衆に対して出した最初の禁止令。

## 概要
明治維新政府（京都朝廷）は、慶応4年戊辰3月14日（1868年4月6日）、「五ヶ條ノ御誓文（五箇条の御誓文）」および「億兆ヲ安撫シ国威ヲ宣揚被遊度ノ御宸翰（億兆を安撫し国威を宣揚遊ばれたくの御宸翰）」を天下に知らしめた翌日、即ち、慶応4年戊申3月15日（1868年4月7日）に、明治元年太政官布告第158号「諸国旧来ノ高札ヲ除去シ定三札覚二札ヲ掲示ス」によって「五榜の掲示」による戒めを諸藩に出させしめた。
「五箇条の御誓文」が天皇・公卿・全国の諸大名が神明に誓う形式で表明した新しい「国是」であり、「億兆安撫国威宣揚の御宸翰」が天皇（および朝廷）が公的に示した「考え」であり、いずれも都市で発売されていた太政官日誌でも布告されていた「詔勅」であるのに対し、「五榜の掲示」は、太政官布告による間に合わせ的な措置であり、主に新政府の支配下（影響下）にある地域の高札場でのみ掲示された。
この5つの札（サツ・ふだ）からなる「五榜の掲示」は、結局のところ、新政府の当初の暫定的な姿勢を表明したものとして、6年間の後、消え去る事となった。
第一札から第三札、即ち、第一札による五倫（君臣の義、父子の親、夫婦の別、長幼の序、朋友の信。端的には天皇や家父長に対する忠孝）や憐れみの推奨および悪業の禁止、第二札による徒党・強訴・逃散（集団で謀議を計ること）の禁止、第三札による切支丹・邪宗門の禁止は、いずれも江戸幕府の統制をそのまま踏襲したものである。
第四札は、明治新政府独自の万国公法の履行と外国人殺傷の禁である。
第五札は、古代律令制の復活を彷彿とさせる脱籍浮浪化に対する禁であり、これも明治政府的なものである。
第一札から第三札によって江戸幕府の統制を継承はしていたものの、その一方で、同時に旧幕府時代の高札の廃棄も命じているところから、「五榜の掲示」は新政府の権威を象徴する性格を有していた。このため、新政府に敵対していた奥羽越列藩同盟の各藩では、五榜の掲示はそもそも立てられていないか、あるいは、新政府との開戦と同時に破棄された模様である。
「五榜の掲示」のうち、第三札（切支丹邪宗門の禁制）については、掲示からわずか48日後の慶応4年閏4月4日（1868年5月25日）、明治4年太政官布告第279号「切支丹宗門及ヒ邪宗門禁止ノ制札ヲ改ム」により、当初「切支丹邪宗門」と一括り（ひとくくり）で表現されていた文言を「切支丹宗門」と「邪宗門」とに分け、別条にし、更に密告褒賞を削除するという変更を諸藩に加えさせている。
明治4年10月4日（1871年11月16日）、明治4年太政官布告第516号「戊辰三月掲示ノ高札中第五覚札ヲ取除カシム」により、先ず第五札が除却される。
1873年（明治6年）2月24日、明治6年太政官布告第68号「布告発令毎ニ三十日間便宜ノ地ニ掲示シ並ニ従来ノ高札ヲ取除カシム」により、「五榜の掲示」の残りの第一札から第四札も除却され、欧米列強から批判の的であった「切支丹宗門」「邪宗門」の禁を含んだままであった「五榜の掲示」は「一般熟知ノ事ニ付」、全て廃止され、これ以後、明治天皇による「詔勅」や明治政府による夥しい数の「太政官布告」が法治主義的に全面的に取って代わる事となった。

## 五榜の掲示の内容
- 第一札:五倫道徳遵守
- 第二札:徒党・強訴・逃散禁止
- 第三札:切支丹・邪宗門厳禁
- 第四札:万国公法履行
- 第五札:郷村脱走禁止

### 第一札
定
一　人タルモノ五倫ノ道󠄁ヲ正シクスヘキ事
一　鰥寡孤獨癈疾ノモノヲ憫ムヘキ事
一　人ヲ殺󠄀シ家ヲ燒キ財ヲ盜ム等ノ惡業アル間敷󠄁事
　　　慶應四年三月󠄁　　　太政官

### 第二札
定
何事ニ由ラス宜シカラサル事ニ大勢申合セ候ヲ徒黨ト唱ヘ徒黨シテ強テ願ヒ事企ルヲ強訴トイヒ或ハ申合セ居町居村ヲ立退キ候ヲ逃散ト申ス堅ク御法度タリ若右類ノ儀之レアラハ早々其筋ノ役所ヘ申出ヘシ御褒美下サルヘク事
　　　慶應四年三月　　　太政官

### 第三札
定
一　切支丹邪宗門ノ儀ハ堅ク御制禁タリ若不審ナル者有之ハ其筋之役所ヘ可申出御褒美可被下事
　　　慶應四年三月　　　太政官

#### 閏4月4日改正
先般御布令有之候切支丹宗門ハ年來固ク御制禁ニ有之候處其外邪宗門之儀モ總テ固ク被禁候ニ付テハ混淆イタシ心得違有之候テハ不宜候ニ付此度別紙之通被相改候條早々制札調替可有掲示候事
　　（別紙）
一　切支丹宗門之儀ハ是迄御制禁之通固ク可相守事
一　邪宗門之儀ハ固ク禁止候事
　　　慶應四年三月　　　太政官

### 第四札
覚
今般　王政御一新ニ付　朝廷ノ後條理ヲ追ヒ外國御交際ノ儀被　仰出諸事於　朝廷直ニ御取扱被爲成萬國ノ公法ヲ以條約御履行被爲在候ニ付テハ全國ノ人民　叡旨ヲ奉戴シ心得違無之樣被　仰付候自今以後猥リニ外國人ヲ殺害シ或ハ不心得ノ所業等イタシ候モノハ　朝命ニ悖リ御國難ヲ醸成シ候而巳ナラス一旦　御交際被　仰出候各國ニ對シ　皇國ノ御威信モ不相立次第甚以不届至極ノ儀ニ付其罪ノ輕重ニ随ヒ士列ノモノト雖モ削士籍至當ノ典刑ニ被處候條銘々奉　朝命猥リニ暴行ノ所業無之樣被　仰出候事
　　　三月　　　　　　　太政官

### 第五札
覚
王政御一新ニ付テハ速ニ天下御平定萬民安堵ニ至リ諸民其所ヲ得候樣　御煩慮被爲　在候ニ付此折柄天下浮浪ノ者有之候樣ニテハ不相濟候自然今日ノ形勢ヲ窺ヒ猥ニ士民トモ本國ヲ脱走イタシ候儀堅ク被差留候萬一脱國ノ者有之不埒ノ所業イタシ候節ハ主宰ノ者落度タルヘク候尤此御時節ニ付無上下　皇國ノ御爲叉ハ主家ノ爲筋等存込建言イタシ候者ハ言路ヲ開キ公正ノ心ヲ以テ其旨趣ヲ盡サセ依願太政官代ヘモ可申出被　仰出候事
　但今後總テ士奉公人不及申農商奉公人ニ至ル迄相抱候節ハ出處篤ト相糺シ可申自然脱走ノ者相抱ヘ不埒出來御厄害ニ立至リ候節ハ其主人ノ落度タルヘク候事
　　　三月　　　　　　　太政官